# Калква
Калква (груз. ქალქვა) — село в Грузии, в муниципалитете Лагодехи края Кахетия. 

## География
Село расположено в восточной части края, в 30 километрах по прямой к юго-западу от центра муниципалитета Лагодехи. Высота центра — 220 метров над уровнем моря.

## Население
По данным переписи населения 2014 года, в селе проживало 124 человека.